# Celama durcki
Celama durcki är en fjärilsart som beskrevs av Leo Schwingenschuss 1935. Celama durcki ingår i släktet Celama och familjen trågspinnare. Inga underarter finns listade i Catalogue of Life.